# Кула (місто, Сербія)
Кула (серб. Кула, Kula) — місто у Воєводині, Сербія. За переписом 2002 19301 жителів (станом на 1991 у СФРЮ було 19311 жителів).

## Історія
Вперше згадується в 1522 році.

### Ріст населення
1948 — 10704

1953 — 11733

1961 — 13609

1971 — 17245

1981 — 18847

1991 — 19311

1991 — 19005

2002 — 19739

2002 — 19301

### Етнічний склад на 2002
Серби — 9623|49.85

Чорногорці — 3022|15.65

Угорці — 2738|14.18

Українці — 1125|5.82

Русини — 725|3.75

Югослави — 446|2.31

Хорвати — 322|1.66

Німці — 97|0.50

Македонці — 63|0.32

Словаки — 48|0.24

Мусульмани — 28|0.14

Словенці — 22|0.11

Албанці — 19|0.09

Цигани — 17|0.08

Чехи — 16|0.08

Руси — 10 |0.05

не визначились — 340 |1.76

## Галерея

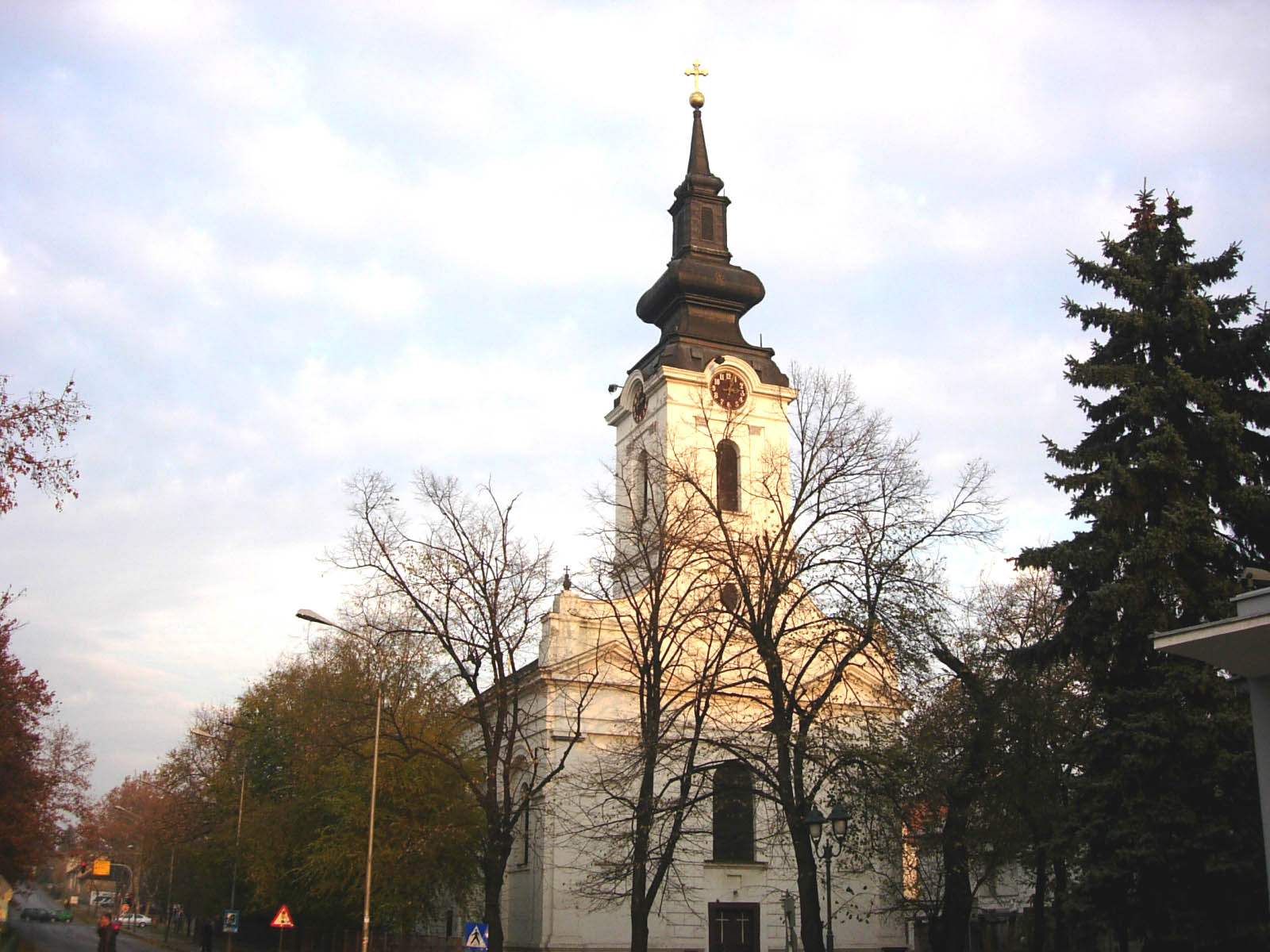
Православна церква у Кули
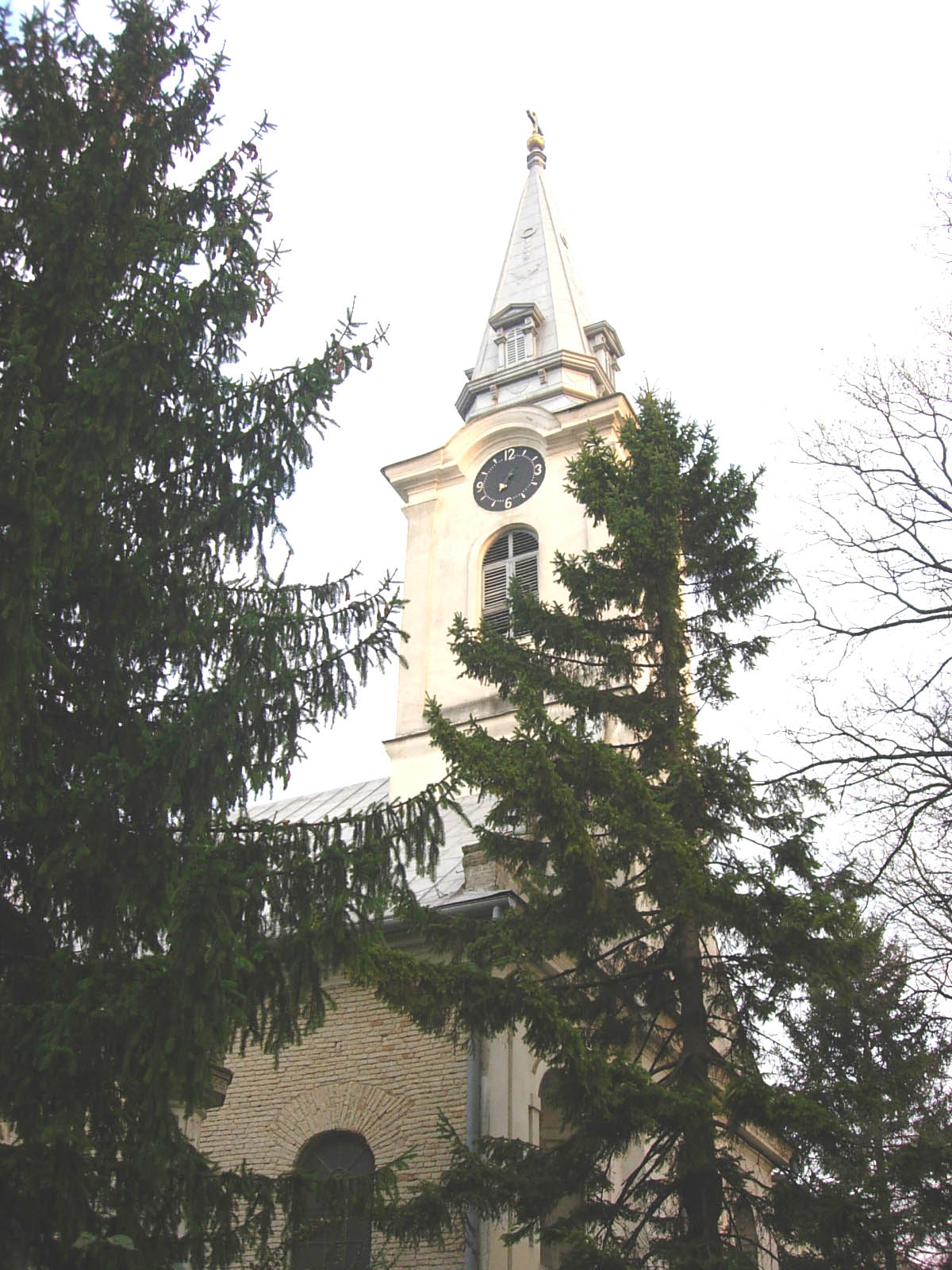
Католицька церква у Кулі